# Большой Зимбабве
Большой Зимбабве (Великий Зимбабве) — название, данное каменным руинам древнего южноафриканского города, расположенного в провинции Масвинго государства Зимбабве.
Большой Зимбабве, как считается, был главной святыней и культовым центром предков народа шона (народ группы банту). Город был основан ок. 1130 г. н. э. и существовал в течение двух-трёх столетий.

## Устройство
В древности это был центр государства Мономотапа, также известного как держава Великого (Большого) Зимбабве, Муене Мутапа или Мунхумутапа. Эта империя управляла территорией, в настоящее время расположенной в границах современного государства Зимбабве (которое берёт своё название от этого города) и Мозамбик. Они торговали с остальным миром через порты, такие как Софала на юге дельты реки Замбези.
Город был поделён на два района. Основная масса жителей (их было не менее десяти тысяч человек) ютилась в соломенных хижинах, знатные люди селились в специально огороженных районах города.
Большая часть архитектурных сооружений — каменных башен, монолитов и алтарей — была предназначена для молитв. Слово «зимбабве», помимо основного значения («каменные дома»), имеет и дополнительное — «дома поклонения».
В основном здесь молились богам, «ответственным» за дождь, а значит, за богатый урожай. Главным богом местного племени был творец — Мвари. Племя мбире поклонялось также мбондоро — духам правящих династий. В Большом Зимбабве шоны жили вплоть до начала XIX века.

## Исследование
Первыми о царстве Мономотапы и его столице узнали в XVI веке португальцы, проникшие туда с востока. В 1570 году город посетила португальская экспедиция Франсишку Баррету. Изображение крепости, округлые очертания которой напоминают Большой Зимбабве, имеются уже на карте Африки из «Атласа мира» Урбано Монти 1587 года.

### Гипотезы о происхождении
В 1867 году в район руин забрёл охотник Адам Рендер, который стал проводником немецкого путешественника и географа Карла Мауха в 1871 году. Проведя первые археологические раскопки, Маух отправил яркое описание этого места в европейскую прессу, заявив, что это место является копией храма Соломона и что он нашёл землю Офир из Библии. С середины XIX века в научной среде господствовало убеждение, что чернокожие обитатели континента не способны были ни спроектировать, ни построить ничего подобного. Археолог Дж. Т. Бент утверждал, что город построили финикийцы или арабы.
В 1928—1929 руины Большого Зимбабве исследовала британский археолог Гертруда Катон-Томпсон, которая работала в Африке не один год. Она утверждала, что руины имеют непосредственно африканское происхождение.
Гипотеза о семитском происхождении останков материальной культуры Большого Зимбабве и о нечёрном цвете кожи создавшей его цивилизации довольно широко распространена до сих пор (научные публикации на эту тему появляются в XXI веке), исследователями проводятся параллели с древнееврейским градостроительством и архитектурой.